# 1991 en arts plastiques
| Années des arts plastiques : 1988 - 1989 - 1990 - 1991 - 1992 - 1993 - 1994    |
| Décennies des arts plastiques : 1960 - 1970 - 1980 - 1990 - 2000 - 2010 - 2020 |

Cette page concerne l'année 1991 en arts plastiques.

## Décès
- 6 janvier : Guy Harloff, peintre, dessinateur, graveur et collagiste franco-néerlandais (° 4 juin 1933),
- 19 janvier : Louis Lamarque, peintre et graveur français (° 2 juin 1912),
- 9 février : Michel-Marie Poulain, peintre, mannequin et danseuse française (° 5 décembre 1906),
- 15 février : Maurice Morel, prêtre et peintre français (° 28 mars 1908),
- 28 février :
  - Sante Monachesi, peintre et sculpteur italien (° 10 janvier 1910),
  - Abel Quezada, illustrateur, caricaturiste, dessinateur, conteur, peintre, écrivain et journaliste mexicain  (° 13 décembre 1920),
- 3 mars : Pierre Rousseau, illustrateur et peintre français (° 2 novembre 1903),
- 14 mars : René Rimbert, peintre français (° 20 septembre 1896),
- 4 avril : Mohammed Khadda, peintre, sculpteur et graveur algérien (° 14 mars 1930),
- 9 avril : Katherine Librowicz, peintre, sculptrice et lithographe polonaise naturalisée française (° 1er novembre 1912),
- 29 avril : Magdeleine Mocquot, peintre, graveuse, sculptrice et médailleuse française (° 4 décembre 1910),
- 30 avril : Charles Duits, écrivain, peintre et poète français (° 30 octobre 1925),
- 14 mai : Jean Couty, peintre français (° 12 mars 1907),
- 18 mai : Ľudovít Feld, peintre austro-hongrois puis tchécoslovaque (° 19 mars 1904),
- 3 juin : Margit Anna, peintre hongroise (° 23 décembre 1913),
- 4 juin : Roger Lorin, peintre et sculpteur français (° 1er février 1931),
- 8 juin : Vincent Roux, peintre figuratif français (° 1er décembre 1928),
- 14 juin :
  - Shiro Kasamatsu, graveur japonais appartenant à l’école Shin-Hanga et Sosaku-Hanga (° 11 janvier 1898),
  - Mikhaïl Zelenkine, peintre et aviateur russe puis soviétique (° 20 septembre 1920),
- 17 juin : Vladimir Tomilovsky, peintre russe puis soviétique (° 4 avril 1901),
- 24 juin : Rufino Tamayo, peintre mexicain (° 26 août 1899),
- 7 août : Thomas Gleb, peintre, sculpteur et tapissier français d'origine polonaise (° 5 décembre 1912),
- 16 août : Frederic Marès i Deulovol, sculpteur espagnol (° 18 septembre 1893),
- 21 août : Costanzo W. Figlinesi, peintre italien (° 1912),
- 28 août : Ibrahim Shahda, peintre figuratif français d'origine égyptienne (° 2 octobre 1929),
- 2 septembre : Fernand Dubuis, peintre et dessinateur suisse (° 25 avril 1908),
- 5 septembre : Fahrelnissa Zeid, peintre, vitrailliste, mosaïste, lithographe, graveuse et collagiste turque (° 7 janvier 1901),
- 9 septembre : T'ang Haywen, peintre français d'origine chinoise (° 20 décembre 1927),
- 26 septembre : Édouard Georges Mac-Avoy, peintre et portraitiste français (° 25 janvier 1905),
- 28 septembre : Jean Simian, peintre français (° 2 mai 1910),
- 3 octobre : Adam Saulnier, journaliste et peintre français (° 24 août 1915),
- 14 octobre :
  - Edmond Bertreux, peintre français (° 22 octobre 1911),
  - Gianni Dova, peintre italien (° 18 janvier 1925),
- 19 octobre : Jean Leppien, peintre d'origine allemande (° 8 avril 1910),
- 27 octobre :
  - Raymonde Heudebert, peintre française (° 16 octobre 1905),
  - Pyke Koch, peintre néerlandais (° 15 juillet 1901),
- 28 octobre : Alexandre Istrati, peintre roumain naturalisé français (° 9 mars 1915),
- 29 octobre : Franco Nonnis, peintre, metteur en scène et compositeur italien (° 10 août 1925),
- ? octobre : Marguerite Bermond, peintre figurative française (° 23 avril 1911),
- 8 novembre : Madeleine Novarina, peintre et poétesse française (° 28 novembre 1923),
- 10 novembre : Étienne Blandin, peintre français (° 1903),
- 17 novembre : Eileen Agar, peintre et photographe anglaise (° 1er décembre 1899),
- 26 novembre : Lucien Lautrec, peintre français (° 19 juillet 1909),
- 27 novembre : Raymonde Heudebert, peintre et illustratrice française (° 16 octobre 1894),
- 29 novembre : Jacques Démoulin, danseur et peintre français (° 7 décembre 1905),
- 19 décembre : Robert van Eyck, peintre et poète hollandais (° 3 mai 1916),
- 21 décembre : James-Jacques Brown, peintre et sculpteur français (° 22 octobre 1918),
- 25 décembre :  Martin Vivès, peintre et résistant français (° 25 mai 1905),
- 26 décembre : Roland Bierge, peintre français (° 26 août 1922),

- ? :
  - Georges Dayez, peintre, graveur et lithographe français (° 29 juillet 1907),
  - José Guerrero, peintre espagnol (° 1914),
  - Elisabeth Kaufmann, peintre suisse d'origine hongroise (° 17 janvier 1904),
  - José López-Rey, historien de l'art espagnol (° 1905),
  - Gwenda Morgan, graveuse sur bois britannique (° 1er février 1908).
  - Fred Pailhès, peintre français (° 1902),
  - Lin Yüan, peintre d'animaux et graveur chinois (° 1913).